# Дионисий Коринфский
Диони́сий (др.-греч. Διονύσιος; лат. Dionysios; II век) — епископ Коринфа, христианский писатель. Дионисий почитается как святой в Католической церкви, память 8 апреля и 22 марта; и в Православной церкви память 29 ноября.
Иероним Стридонский в своей книге «О знаменитых мужах» посвящает Дионисию 27 главу. Более подробно о Дионисии повествует Евсевий Кесарийский в своей книге «Церковная история».
Дионисий был епископом города Коринфа, отличался красноречием и трудолюбием, наибольший расцвет его деятельности был во время правления императоров Марка Антонина Вера и Луция Аврелия Коммода. Дионисий — автор нескольких посланий. Это послания:
1. к лакедемонянам, наставляющее в правоверии и убеждающее хранить мир и единство;
2. к афинянам, в котором автор призывает христиан к вере и жизни по Евангелию; автор упоминает и хвалит труды и мученические подвиги епископов Афинских: Дионисия Ареопагита, Публия и Кодрата;
3. к никомидийцам, в котором автор опровергает ересь Маркиона;
4. к церкви в Гортине и к христианам церквей на Крите, в котором автор хвалит епископа Филиппа Гортинского и предупреждает христиан остерегаться еретической заразы;
5. к церкви в Амастриде и к христианам Понта, он вспоминает Вакхилида и Елписта, которые просили его написать это Послание;, в котором автор толкует Божественное Писание, упоминает епископа Амастридского Пальму и даёт много советов относительно брака и целомудрия; пишет о том, что необходимо принимать в общение, павших, согрешивших, даже повинных в еретическом заблуждении, если они раскаялись (послание написано по просьбе Вакхилида и Елписта);
6. к жителям Кносса, в котором автор убеждает их епископа Пинита не накладывать насильно на братьев тяжкого бремени целомудрия и считаться с тем, что многие слабы; в послании автор повествует о добрых качествах Пинита: правоверие, забота о пользе ему подвластных, образованность и понимание Божественного.
7. к римлянам, обращённое к епископу Сотеру, в котором автор хвалит обычаи римских христиан: оказывать милость и утешение всем нуждающимся;
8. к глубоко верующей сестре Христофоре, в котором автор даёт Христофоре духовные наставления.

Сочинения Дионисия не сохранились, лишь небольшой фрагмент Послания Диониси к римлянам цитирует Евсевий Кесарийский в своей книге «Церковная история». Не Евсевий, не Иероним, ни слова не пишут о мученической смерти Дионисия. Первые сведения о мученичестве Дионисия появляются только с XI века у греческих авторов Георгия Кедрина и Михаила Глики. В западных мартирологах о мученической смерти Дионисия сведений нет.
Первое упоминание о мощах Дионисия Коринфского — начало XIII века. Петр Капуанский после Четвёртого крестового похода привёз мощи в Рим. После смерти Петра в 1209 году мощи оказались в распоряжении папы Иннокентия III. Во время Четвёртого Латеранского собора Иннокентий III передал мощи Дионисия приору аббатства Сен-Дени Эмериху, прибывшему в Рим на Собор. 24 марта 1216 года мощи были торжественно внесены в главную церковь аббатства и помещены в апсиде перед алтарём, где были положены как мощи Дионисия Ареопагита. Сохранилось сказание о перенесении мощей, написанное вскоре после события. К сказанию была приложена булла Иннокентия III, в котором папа отождествляет мощи Дионисия Ареопагита с мощами Дионисия Коринфского. Это ошибка была следствием предыдущего заблуждения Беды Достопочтенного. Беда Достопочтенный пользовался большим авторитетом и считал Дионисия Ареопагита и Дионисия Коринфского одним и тем же лицом. Пьер Абеляр, умерший в 1142 году, опровергнул это заблуждение Беды Достопочтенного, но Иннокентий принял заблуждение Беды Достопочтенного.